# Vincent Warren
Pour les articles homonymes, voir Warren.
Vincent de Paul Warren, dit Vincent Warren, né le 31 août 1938 à Jacksonville (États-Unis) et mort le 25 octobre 2017 à Montréal, est un danseur québécois d'origine américaine. 

## Biographie
La passion de Vincent Warren pour la danse débute très tôt dans sa jeunesse. Alors qu'il habite toujours à Jacksonville, il s'inscrit à ses premiers cours de ballet après le visionnement du film Les Chaussons rouges. Issu du famille moyenne composée de 14 enfants, il se débrouille pour payer de sa poche les frais associés à sa formation tout en maniant ses heures de classes régulières. Dès l'âge de 17 ans, il se rend à New-York et obtient une bourse de perfectionnement auprès de l'école du Ballet Theatre. En 1957, il fait son entrée au Metropolitan Opera Ballet. Entre 1957 et 1961, il danse également pour l'Opéra de Santa Fe (en) et le Pennsylvania Ballet.  
En 1960, il rencontre Ludmilla Chiriaeff et accepte l'invitation de danser avec les Grands Ballets canadiens, dont il deviendra le premier danseur en 1961. Il danse auprès de cette compagnie jusqu'en 1979. En 1965, il contribue au célèbre film de danse expérimentale Pas de deux réalisé par Norman McLaren.
Après avoir mis fin à sa carrière de danseur professionnel, Vincent Warren se consacre à sa carrière d'enseignant à l'école des Grands Ballets canadiens, avant de s'intéresser à la préservation et l'enrichissement du patrimoine québécois en danse.
Il meurt d'un cancer en octobre 2017 à Montréal.

## Prix et honneurs
- 1976 : Médaille du Jubilé de la Reine[6]
- 1984 : Prix Dance in Canada Service[6]
- 1992 : Prix Denise-Pelletier/Les Prix du Québec[6]
- 2004 : Ordre du Canada[6]
- 2012 : Médaille du jubilée de diamant de la Reine Elizabeth II[6]
- 2017 : Compagnon de l'Ordre des arts et des lettres du Québec[6]